# 瑞利-泰勒不穩定性

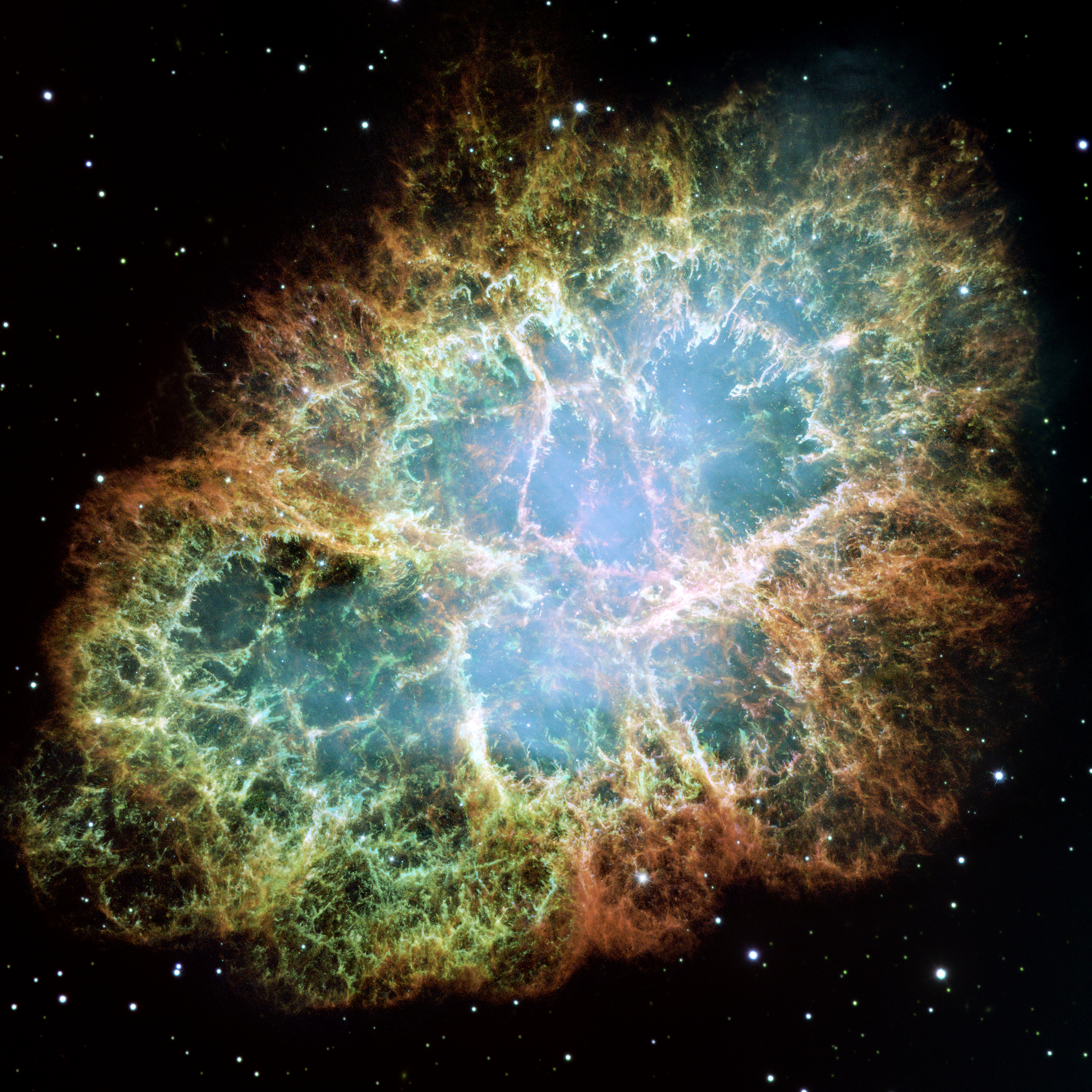
蟹狀星雲是瑞利-泰勒不穩定性明顯的證據。

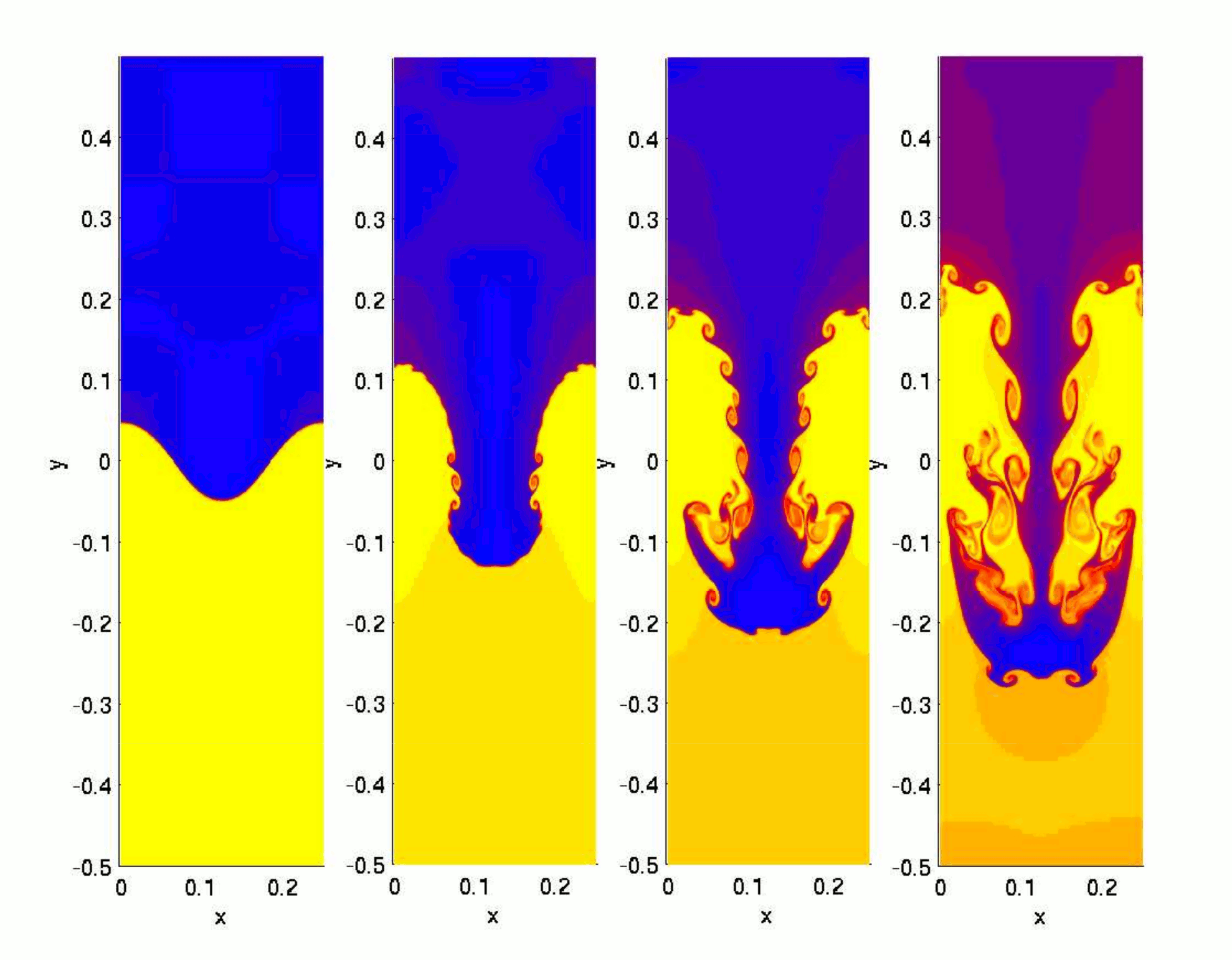
流體動力學模擬的瑞利-泰勒不穩定性

瑞利-泰勒不穩定性（Rayleigh-Taylor instability，得名于瑞利男爵和傑弗里·泰勒），简称RT不穩定性，在任何時間都會發生在密集的重流體被輕的流體加速時。這是發生在雲與激波系統的事件，或者當密度較高的流體浮在密度較低的液體，像是密度較高的水處於密度較低的油上。
无黏度的理想流體在平衡時，所有的平面都是完全平行的，但是由位能引起的輕微擾動，像是較重的物質因為（有效的）重力作用而下沉，並且輕的物質被替換而上升。當不穩定發展時，向下運動造成的不規則（漣漪）很快的就會被放大成為一系列的“RT手指”；而向上升起的移動，輕的物質會形成球狀帽蓋氣泡。
這種過程在地質的形成上有許多的例子，從鹽丘到溫度反轉，在天體物理和電動力學上也有。“RT手指”在蟹狀星雲中特別明顯，在1,000年前爆炸的超新星將物質噴發和掃掠過蟹狀星雲，在爆炸中產生的脈衝風星雲供給了蟹狀星雲的能量。
要注意不要將噴射液體的“瑞利不穩定性”（或普拉托-瑞利不穩定性）與瑞利-泰勒不穩定性混淆。前者的不穩定性，有時稱為只是水龍軟管（或是firehose），是由表面張力造成的，他作用於噴射的水柱上，當水柱斷裂成為一連串的水珠時，會使水珠成為同樣體積中表面積最小的。

## 引用和注释
1. ↑  Li, Shengtai and Hui Li. . Los Alamos National Laboratory.   [2006-09-05]. （原始内容存档于2016-03-03）.

## 外部連結
- Java模擬流體的 RT 不穩定性（英文）
- 真實的RT現象圖片和影帶 （页面存档备份，存于）（英文）
- 亞利桑那大學的瑞利-泰勒不穩定性實驗（英文）